# Henrique Teixeira de Sousa
Henrique Teixeira de Sousa (São Lourenço, 6 de setembro de 1919 — Oeiras, 3 de março de 2006) foi um  médico e escritor cabo-verdiano.

## Biografia
Natural da Ilha do Fogo, de uma velha família branca em terra onde predominam os mestiços.
Teixeira de Sousa licenciou-se em Medicina em Lisboa, em 1945, tendo frequentado no ano seguinte o Instituto de Medicina Tropical do Porto. Quando estudante de Medicina, movimentou-se nas lides neo-realistas, juntamente com Francisco José Tenreiro, Manuel da Fonseca, Armindo Rodrigues e o seu compatriota António Nunes.
Tirou mais tarde a especialidade de nutricionista, e foi inicialmente colocado como médico em Timor.
Teixeira de Sousa fixou-se no ano seguinte na sua ilha natal do Fogo, onde foi notável a sua acção em prol de estruturas mínimas de saúde pública. Facultou ao geógrafo Orlando Ribeiro relatórios inéditos sobre o estado de nutrição e sanidade da ilha - tudo aproveitado no livro sobre O Fogo, que Orlando lhe pediu para ler em manuscrito, beneficiando das suas sugestões e correcções
Exerceu posteriormente em São Vicente, até se aposentar em vésperas da independência (1975) e se fixar em Oeiras, onde viveu até ao fim dos seus dias.

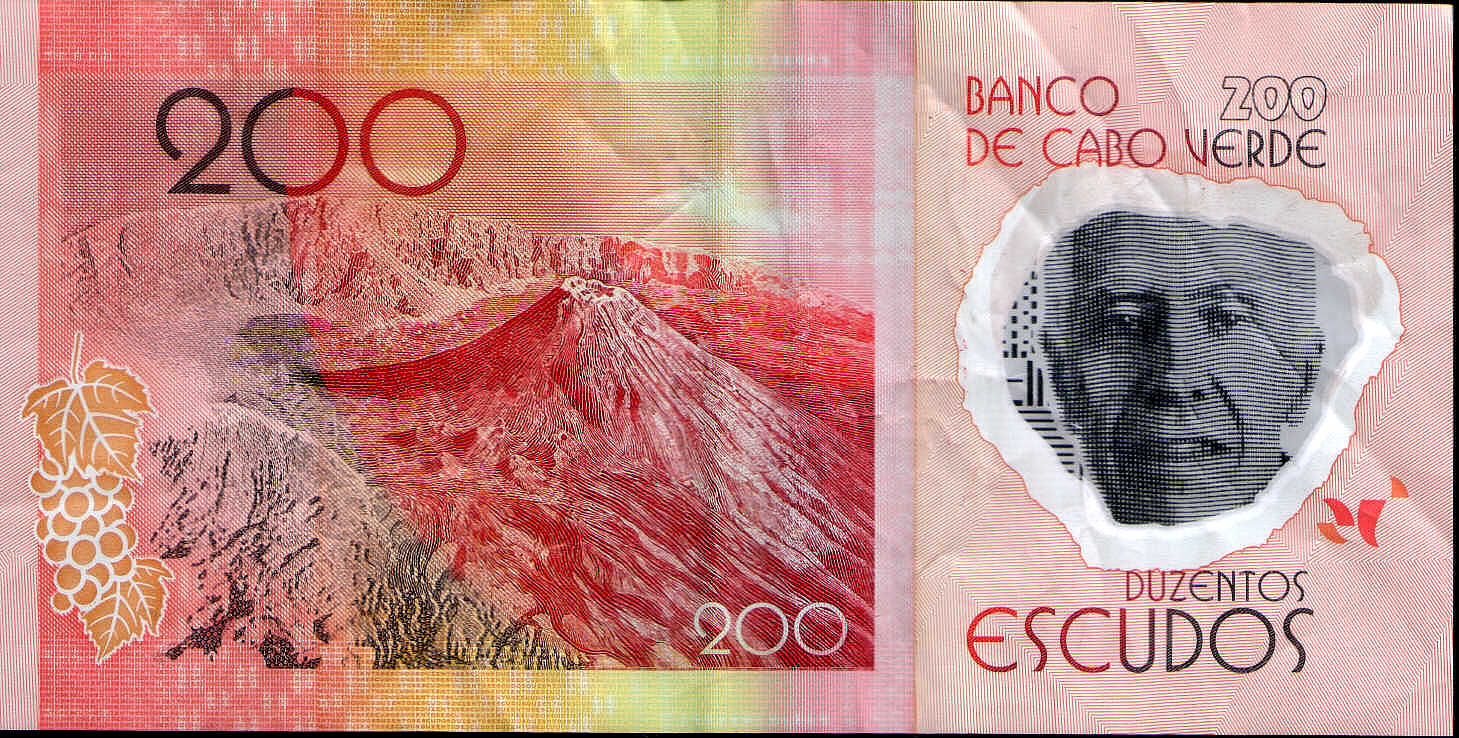

## Obras literárias
- Contra mar e vento - livro de contos (1972)
- Ilhéu de contenda (primeiro de trilogia) (1978)
- Capitão de Mar e Terra  (1984)
- Xaguate (segundo de trilogia) (1987)
- Djunga  (1990)
- Na Ribeira de Deus (terceiro de trilogia) (1992)
- Entre duas Bandeiras  (1994)
- Oh Mar das Túrbidas Vagas (2005)
- Menos um